# Tai nạn Boeing B-17 Flying Fortress năm 2019
Vào ngày 2 tháng 10 năm 2019, một chiếc Boeing B-17 Flying Fortress thuộc sở hữu tư nhân của Collings Foundation đã bị rơi tại Sân bay quốc tế Bradley, Windsor Locks, Connecticut, Hoa Kỳ. Bảy trong số mười ba người trên máy bay đã thiệt mạng, sáu người khác trên máy bay cùng với một người trên mặt đất bị thương. Chiếc máy bay đã bị bốc cháy, chỉ còn sót lại một phần cánh và phần đuôi.

## Máy bay

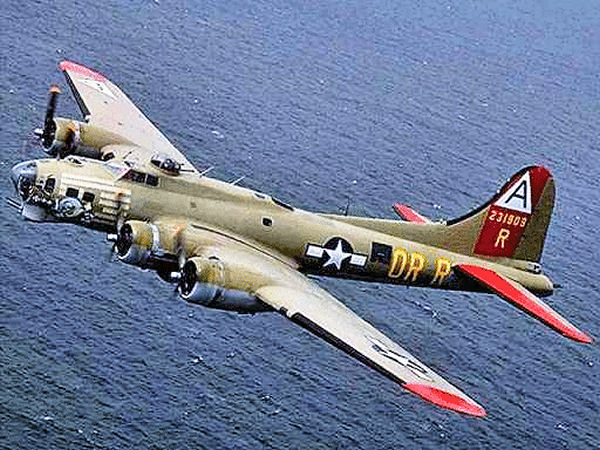
alt = Photograph of the aircraft involved in the accident

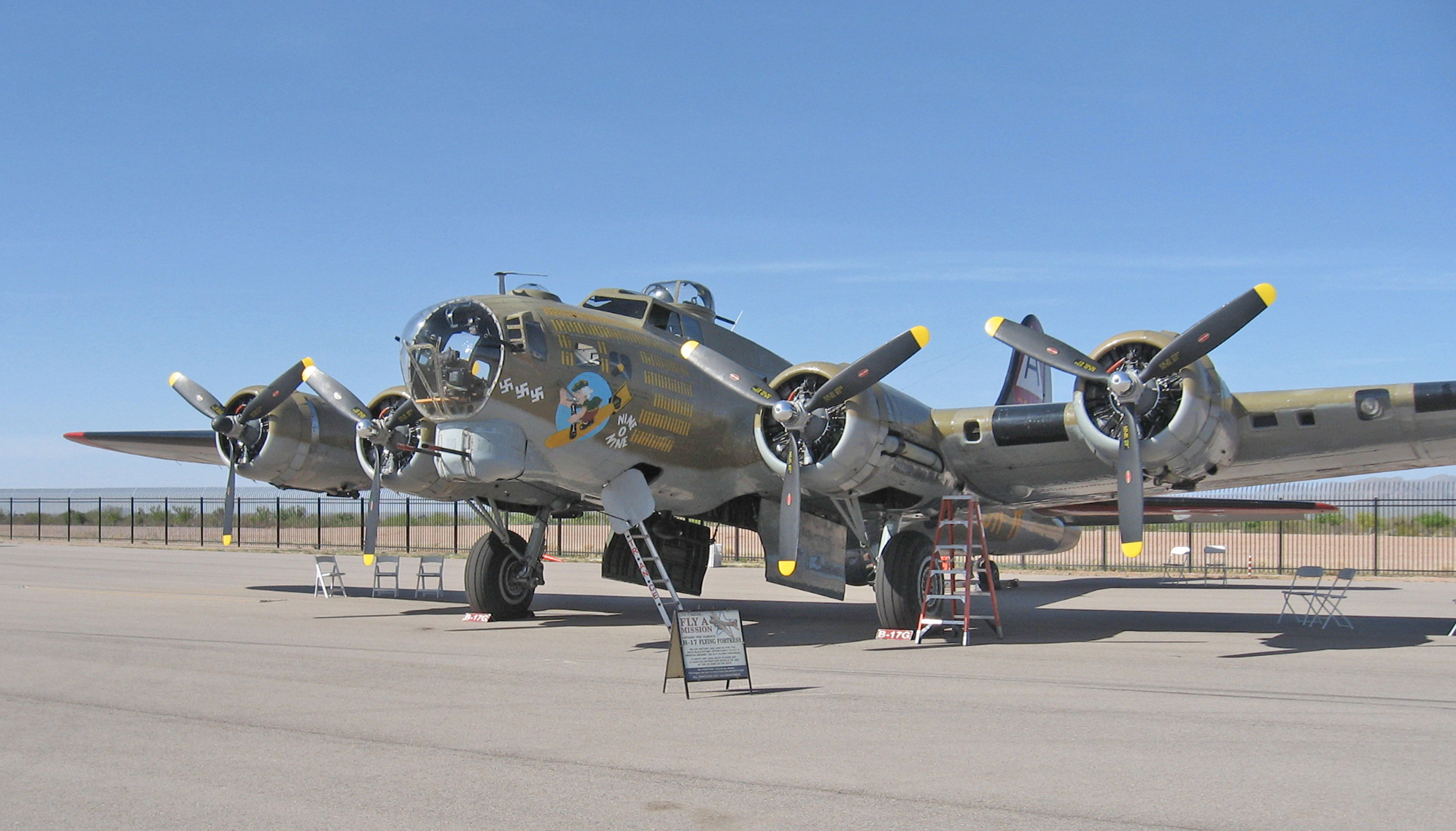
Chiếc máy bay tại Marana, Arizona, vào ngày 15 tháng 4 năm 2011

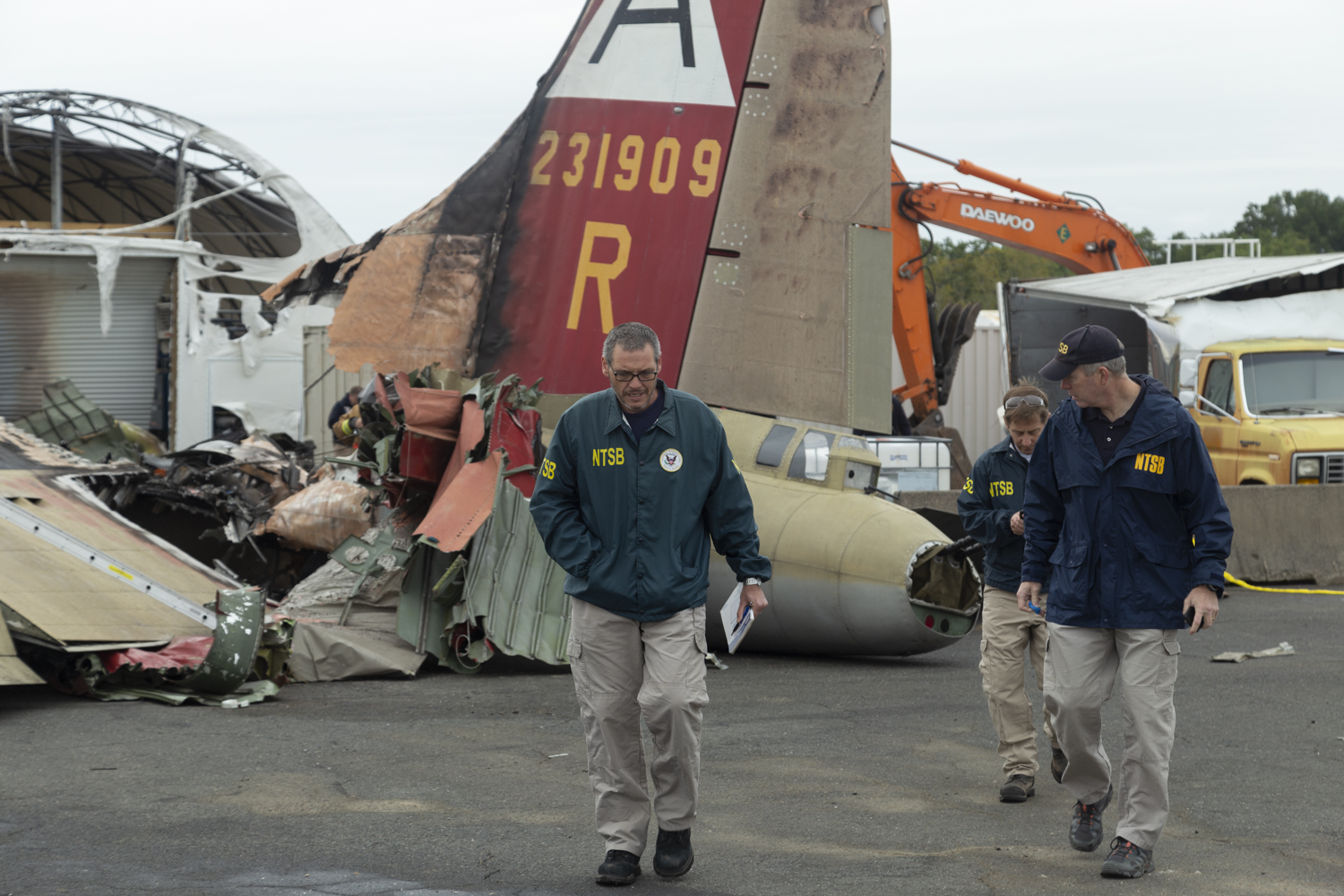
Các điều tra viên của NTSB tại địa điểm gặp nạn vào ngày 3 tháng 10

Chiếc máy bay Boeing B-17 Flying Fortress này đã 74 tuổi, số sê-ri quân sự 44-83575 (biến thể B-17G-85-DL) có số đăng ký dân sự N93012. Máy bay được sơn kiểu một chiếc B-17G khác, Nine-O-Nine của Tập đoàn ném bom Số 91, với số sê-ri quân sự 42-31909 (biến thể B-17G-30-BO), đã bị loại bỏ ngay sau Thế chiến II tại Kingman, Arizona. Trong sự nghiệp quân sự ban đầu của mình, chiếc máy bay này hoạt động với vai trò máy bay Cứu hộ trên không cho đến năm 1952 thì được giao lại cho Bộ chỉ huy vũ khí đặc biệt của Không quân để sử dụng cho việc thử nghiệm vũ khí hạt nhân. Trong vai trò này, máy bay đã tham gia ba vụ thử, là một phần của Chiến dịch Snapbler Tumper. Chiếc máy bay được mua làm phế liệu vào năm 1965 với giá 269 đô la Mỹ (tương đương 2.139 đô la năm 2018); trong tình trạng tương đối tốt, nó đã được khôi phục khả năng bay để sử dụng làm máy bay ném bom nước phục vụ việc cứu hỏa trong suốt mười năm, tham gia nghĩa vụ dân sự vào năm 1977.
Máy bay được thanh lý vào năm 1985, máy bay đã được mua lại bởi Collings Foundation vào tháng 1 năm 1986, khôi phục cấu hình 1945 của nó, và N93012 đã bay trở lại như Nine-O-Nine ngày nào vào tháng 8 năm 1986. Trong thời gian vận hành bởi Collings Foundation, nó có liên quan đến hai vụ tai nạn trước đó: vào ngày 23 tháng 8 năm 1987, nó trượt qua đường băng khi hạ cánh tại sân bay Beaver County ở Pittsburgh, Pennsylvania, và vào ngày 9 tháng 7 năm 1995, nó đã bị hư hại khi hạ cánh tại sân bay tưởng niệm Karl Stefan ở Norfolk, Nebraska, do hậu quả của một trục trặc (thiết bị hạ cánh).
Vụ tai nạn tháng 10 năm 2019 với việc bốc cháy đã phá hủy hầu hết chiếc máy bay. Chỉ còn lại cánh trái và một phần đuôi.

## Tai nạn
Chiếc máy bay "lịch sử còn hoạt động" đã bị trì hoãn 40 phút vì có vấn đề khởi động một trong bốn động cơ. Phi công đã tắt ba động cơ còn lại và sử dụng bình xịt để "thổi hơi ẩm" vào động cơ bị trục trặc. Máy bay cất cánh từ sân bay quốc tế Bradley ở Windsor Locks, Connecticut, lúc 09:48 giờ địa phương (13:48 UTC). Chiếc máy bay chở ba người thuộc phi hành đoàn và mười hành khách. Một nhân chứng cho biết một động cơ đã phún xạ và bốc khói. Vào 09:50, 2 phút sau khi cất cánh, phi công thông báo qua radio rằng có một vấn đề với động cơ số 4. Các tháp điều khiển chuyển hướng đường bay hạ cánh khẩn cấp.
Máy bay rơi xuống thấp, đến độ cao 1.000 foot (300 m) trên đường băng, hệ thống hạ cánh cắt dải ILS rẽ sang phải ra khỏi đường băng băng ngang qua một khu vực cỏ và đường taxi, sau đó đâm vào một cơ sở khử băng vào lúc 09:54; máy bay sau đó bốc cháy.
Bảy người trên máy bay đã thiệt mạng và sáu người còn lại bị thương nặng được đưa đến bệnh viện, trong đó có một người được vận chuyển bằng máy bay cứu thương. Trong số những người thiệt mạng có phi công và đồng lái, một người ở tuổi 75 và một người ở tuổi 71. Một người trên mặt đất bị thương (xem bên dưới). Sân bay đã đóng cửa trong 3 tiếng rưỡi sau vụ tai nạn.

## Cứu hộ
Một trong những hành khách trên máy bay là một vệ binh thuộc Vệ binh Quốc gia Connecticut, vị hành khách này đã tìm cách mở một cửa thoát hiểm sau vụ tai nạn, mặc dù sau đó bị gãy tay và xương đòn. Một nhân viên sân bay đang làm việc trong tòa nhà mà máy bay đâm vào, đã chạy đến đống đổ nát để giúp kéo hành khách bị thương khỏi chiếc máy bay đang bốc cháy. Ông ta đã bị bỏng nặng ở tay và cánh tay, được xe cứu thương đưa đến bệnh viện.

## Điều tra
Ban An toàn Giao thông Quốc gia (NTSB) đã mở một cuộc điều tra vụ tai nạn. Một đội được phái đến Sân bay Quốc tế Bradley, đứng đầu là Jennifer Homendy.